# Ilias Lalaounis Jewelry Museum
Het Ilias Lalaounis Jewelry Museum (Grieks: Μουσείο Κοσμήματος Ηλία Λαλαούνη, Mouseío Kosmímatos Ilía Lalaoúni) is een sieradenmuseum in de Griekse hoofdstad Athene, opgericht door de beroemde Griekse sieraadontwerper Ilias Lalounis. Het bezit 24 collecties van in totaal meer dan 4000 juwelen en kleine ornamenten, gewijd aan de geschiedenis en de kunst van het sieradenmaken. De permanente tentoonstelling telt 3000 sieraden, ontworpen in de periode 1940-1992.